# إيريل مرجاليت
إيريل مرجاليت (بالعبرية: אראל מרגלית؛ ولد 1 يناير 1961) سياسي إسرائيلي ورجل أعمال اجتماعي وأحد أعضاء الاتحاد الصهيوني.